# Elacatinus redimiculus
Elacatinus redimiculus är en fiskart som beskrevs av Taylor och Akins 2007. Elacatinus redimiculus ingår i släktet Elacatinus och familjen smörbultsfiskar. Inga underarter finns listade i Catalogue of Life.